# 商業会議所
商業会議所（しょうぎょうかいぎしょ）は、商工業者の意思表示及び利益擁護を目的として、一定の所得税を納める商工業者を対象として市域を単位として組織された資本家団体。
1890年9月12日に公布された商業会議所条例に基づいて、従来の商法会議所・商工会に法人格を持たせるとともに、これまでの任意団体の性格を改めてフランス・ドイツのような公法人としての色彩を強めた。その役員には会員のうち30歳以上の男子及び商事会社の代表の中から選挙で選ばれた。同年12月9日に神戸商業会議所が認可を受けたのを皮切りに、翌年の3月までに多くの地域で商業会議所への移行が完了した。
商工業に関する調査・統計などの情報収集、商工業に関する制度や法令などについて資本家の立場から意見や建議を提言し、商工業の紛議の調停・仲裁など商工業の発展を目的として活動した。特に工業や貿易の振興、交通や運輸の改善、営業税廃止運動において積極的に発言をした。
1902年3月25日に新たに商業会議所法が公布され、商業会議所に会費の強制徴収権を認めた（ただし、1909年7月12日公布改正法より1916年4月28日公布改正法まで一時廃止）。また、加入基準も営業税・鉱業税・取引所税を納める商工業者に変更されて基準に該当する者は強制的に加入を義務付けられ、商業会議所の役員である議員の選出についてもそれまで商事会社にのみ認められてきた法人代表の被選挙権を認め、個人・法人とともに営業税・鉱業税・取引所税納付が有権者要件とされた（ただし、金額については同法で定められた要件額が高過ぎるとの批判から実際の施行にあたっては農商務省省令によって実質それぞれの会議所に一任された）。
発足直後は15しかなかった商業会議所は、1895年には41、1910年には60、1926年には76と拡大し、日本領となった朝鮮半島などにも設立された。
1927年4月の商工会議所法公布（翌年1月施行）によって商工会議所に再編成された。